# لتیشیا سیسیلی
لتیشیا سیسیلی (انگلیسی: Leticia Siciliani؛ زادهٔ ۱۸ ژوئیهٔ ۱۹۹۲) بازیگر اهل آرژانتین است. وی از سال ۲۰۱۴ میلادی تاکنون مشغول فعالیت بوده است.